# Élections municipales de 2009 dans le Bas-Saint-Laurent
Les élections municipales québécoises de 2009 se déroulent le 1er novembre 2009. Elles permettent d'élire les maires et les conseillers de chacune des municipalités locales du Québec, ainsi que les préfets de quelques municipalités régionales de comté.

## Bas-Saint-Laurent

### Albertville
| Candidats pour la mairie | Vote            | %               |
| ------------------------ | --------------- | --------------- |
| Martin Landry (Sortant)  | Sans opposition | Sans opposition |

### Amqui
| Candidats pour la mairie       | Vote  | %    |
| ------------------------------ | ----- | ---- |
| Gaëtan Ruest (Sortant)         | 1 076 | 42,5 |
| Normand Boulianne              | 799   | 31,6 |
| Monique Vermette-Leclerc       | 656   | 25,9 |
| Taux de participation : 50,2 % |       |      |

### Auclair
| Candidats pour la mairie    | Vote            | %               |
| --------------------------- | --------------- | --------------- |
| Nathalie Belzile (Sortante) | Sans opposition | Sans opposition |

### Baie-des-Sables
Aucun candidat à la mairie

### Biencourt
| Candidats pour la mairie | Vote            | %               |
| ------------------------ | --------------- | --------------- |
| Daniel Boucher (Sortant) | Sans opposition | Sans opposition |

### Cacouna
| Candidats pour la mairie       | Vote | %    |
| ------------------------------ | ---- | ---- |
| Ghislaine Daris                | 595  | 58,6 |
| Jacques M. Michaud (Sortant)   | 420  | 41,4 |
| Taux de participation : 66,5 % |      |      |

### Causapscal
| Candidats pour la mairie       | Vote | %    |
| ------------------------------ | ---- | ---- |
| Mario Côté (Sortant)           | 830  | 64,9 |
| Jean-Yves Charbonneau          | 229  | 17,9 |
| Lise Desmarais Rivard          | 219  | 17,1 |
| Taux de participation : 66,3 % |      |      |

### Dégelis
| Candidats pour la mairie       | Vote | %    |
| ------------------------------ | ---- | ---- |
| Claude Lavoie                  | 552  | 33,9 |
| Normand Morin                  | 547  | 33,6 |
| Yves Lebel                     | 528  | 32,5 |
| Taux de participation : 63,5 % |      |      |

### Esprit-Saint
| Candidats pour la mairie       | Vote | %    |
| ------------------------------ | ---- | ---- |
| Marlène Dubé (Sortante)        | 130  | 51,0 |
| Laval Mailloux                 | 125  | 49,0 |
| Taux de participation : 71,1 % |      |      |

### Grand-Métis
| Candidats pour la mairie       | Vote | %    |
| ------------------------------ | ---- | ---- |
| Richard Fournier (Sortant)     | 79   | 57,2 |
| Annie Larue                    | 59   | 42,8 |
| Taux de participation : 57,8 % |      |      |

### Grosses-Roches
| Candidats pour la mairie  | Vote            | %               |
| ------------------------- | --------------- | --------------- |
| Victoire Marin (Sortante) | Sans opposition | Sans opposition |

### Kamouraska
| Candidats pour la mairie  | Vote            | %               |
| ------------------------- | --------------- | --------------- |
| Claude Langlais (Sortant) | Sans opposition | Sans opposition |

### L'Isle-Verte
| Candidats pour la mairie       | Vote | %    |
| ------------------------------ | ---- | ---- |
| Serge Forest (Sortant)         | 276  | 54,8 |
| Robert Legault                 | 228  | 45,2 |
| Taux de participation : 42,5 % |      |      |

Nomination de Daniel Gagnon au poste de maire en juin 2013
- Nécessaire en raison de la démission du maire Serge Forest en juin 2013.

### La Pocatière
| Candidats pour la mairie       | Vote | %    |
| ------------------------------ | ---- | ---- |
| Sylvain Hudon                  | 943  | 65,8 |
| Daniel Dubé                    | 491  | 34,2 |
| Taux de participation : 41,0 % |      |      |

### La Rédemption
| Candidats pour la mairie       | Vote | %    |
| ------------------------------ | ---- | ---- |
| Isabelle Dupont                | 130  | 54,6 |
| Madeleine Perreault            | 108  | 45,4 |
| Taux de participation : 59,9 % |      |      |

### La Trinité-des-Monts
| Candidats pour la mairie       | Vote | %    |
| ------------------------------ | ---- | ---- |
| Fernand Garon                  | 155  | 82,4 |
| Brigitte Brillant              | 33   | 17,6 |
| Taux de participation : 74,2 % |      |      |

### Lac-au-Saumon
| Partis | Partis                 | Candidats pour la mairie | Vote            | %               |
| ------ | ---------------------- | ------------------------ | --------------- | --------------- |
|        | Équipe Michel Chevarie | Michel Chevarie          | Sans opposition | Sans opposition |

### Lac-des-Aigles
| Candidats pour la mairie | Vote            | %               |
| ------------------------ | --------------- | --------------- |
| Claude Breault (Sortant) | Sans opposition | Sans opposition |

### Lejeune
| Candidats pour la mairie | Vote            | %               |
| ------------------------ | --------------- | --------------- |
| Lucie Gilbert (Sortante) | Sans opposition | Sans opposition |

### Les Méchins
| Candidats pour la mairie       | Vote | %    |
| ------------------------------ | ---- | ---- |
| Jacques Bernier                | 332  | 56,6 |
| Donald Grenier (Sortant)       | 160  | 27,3 |
| Josée Simard                   | 95   | 16,2 |
| Taux de participation : 59,5 % |      |      |

### Matane
| Candidats pour la mairie       | Vote  | %    |
| ------------------------------ | ----- | ---- |
| Claude Canuel                  | 2 236 | 33,5 |
| Bernard Tremblay               | 1 491 | 22,4 |
| Jean Nazar                     | 1 089 | 16,3 |
| Anick Fortin                   | 794   | 11,9 |
| Guy A. Gauthier                | 726   | 10,9 |
| Rodrigue Drapeau               | 333   | 5,0  |
| Taux de participation : 55,8 % |       |      |

### Métis-sur-Mer
| Candidats pour la mairie        | Vote            | %               |
| ------------------------------- | --------------- | --------------- |
| Jean-Pierre Pelletier (Sortant) | Sans opposition | Sans opposition |

### Mont-Carmel
| Candidats pour la mairie | Vote            | %               |
| ------------------------ | --------------- | --------------- |
| Denis Lévesque           | Sans opposition | Sans opposition |

### Mont-Joli
| Candidats pour la mairie       | Vote  | %    |
| ------------------------------ | ----- | ---- |
| Jean Bélanger (Sortant)        | 1 513 | 60,3 |
| Laurent Lajoie                 | 996   | 39,7 |
| Taux de participation : 48,5 % |       |      |

### Notre-Dame-des-Neiges
| Candidats pour la mairie       | Vote | %    |
| ------------------------------ | ---- | ---- |
| Jean Marie Lafrance            | 457  | 67,3 |
| Gérard Beaulieu (Sortant)      | 222  | 32,7 |
| Taux de participation : 50,6 % |      |      |

### Notre-Dame-des-Sept-Douleurs
| Candidats pour la mairie       | Vote | %    |
| ------------------------------ | ---- | ---- |
| Gilbert Delage (Sortant)       | 69   | 52,7 |
| Léonce Tremblay                | 62   | 47,3 |
| Taux de participation : 89,3 % |      |      |

### Notre-Dame-du-Portage
| Candidats pour la mairie       | Vote | %    |
| ------------------------------ | ---- | ---- |
| Louis Vadeboncoeur             | 299  | 57,2 |
| Pierre D'Amours                | 224  | 42,8 |
| Taux de participation : 48,6 % |      |      |

### Packington
| Candidats pour la mairie       | Vote | %    |
| ------------------------------ | ---- | ---- |
| Emilien Beaulieu               | 276  | 64,9 |
| Marie-Paule Beaulieu           | 149  | 35,1 |
| Taux de participation : 76,2 % |      |      |

### Padoue
| Candidats pour la mairie       | Vote | %    |
| ------------------------------ | ---- | ---- |
| Gilles Laflamme                | 145  | 82,9 |
| Marc-André Lavoie              | 30   | 17,1 |
| Taux de participation : 69,8 % |      |      |

### Pohénégamook
| Candidats pour la mairie       | Vote  | %    |
| ------------------------------ | ----- | ---- |
| Louise Labonté                 | 1 158 | 67,4 |
| André Sénéchal                 | 560   | 32,6 |
| Taux de participation : 73,5 % |       |      |

### Price
| Candidats pour la mairie | Vote            | %               |
| ------------------------ | --------------- | --------------- |
| Laurent Émond            | Sans opposition | Sans opposition |

### Rimouski
| Candidats pour la mairie       | Vote   | %    |
| ------------------------------ | ------ | ---- |
| Éric Forest (Sortant)          | 15 804 | 95,8 |
| Gilles Morneau                 | 691    | 4,2  |
| Taux de participation : 45,7 % |        |      |

### Rivière-du-Loup
| Candidats pour la mairie | Vote            | %               |
| ------------------------ | --------------- | --------------- |
| Michel Morin (Sortant)   | Sans opposition | Sans opposition |

### Rivière-Ouelle
| Partis                         | Partis                | Candidats pour la mairie | Vote | %    |
| ------------------------------ | --------------------- | ------------------------ | ---- | ---- |
|                                | Action Rivière-Ouelle | Elizabeth Hudon          | 379  | 58,2 |
|                                | Indépendant           | Roger Richard (Sortante) | 272  | 41,8 |
| Taux de participation : 67,8 % |                       |                          |      |      |

### Saint-Adelme
| Candidats pour la mairie | Vote            | %               |
| ------------------------ | --------------- | --------------- |
| Yvan Imbeault (Sortant)  | Sans opposition | Sans opposition |

### Saint-Alexandre-de-Kamouraska
| Candidats pour la mairie       | Vote | %    |
| ------------------------------ | ---- | ---- |
| Luc Chouinard                  | 590  | 60,3 |
| Jean-Simon Bélanger (Sortant)  | 389  | 39,7 |
| Taux de participation : 64,6 % |      |      |

Nomination pour le poste de maire
- Organisée en raison de la démission du maire Luc Chouinard le 5 juillet 2011.
  - Mme Anita Ouellet-Castonguay devient mairesse de la municipalité

### Saint-Alexandre-des-Lacs
| Candidats pour la mairie | Vote            | %               |
| ------------------------ | --------------- | --------------- |
| Jean-Marc Roy (Sortant)  | Sans opposition | Sans opposition |

- Nécessaire en raison de la démission du maire Jean-Marc Roy le 19 février 2012[6].
  - Nelson Pilote devient maire

### Saint-Anaclet-de-Lessard
| Candidats pour la mairie    | Vote            | %               |
| --------------------------- | --------------- | --------------- |
| Francis St-Pierre (Sortant) | Sans opposition | Sans opposition |

### Saint-André
| Candidats pour la mairie       | Vote | %    |
| ------------------------------ | ---- | ---- |
| Gervais Darisse                | 256  | 64,0 |
| Robert Moore                   | 144  | 36,0 |
| Taux de participation : 73,8 % |      |      |

### Saint-Antonin
| Candidats pour la mairie       | Vote  | %    |
| ------------------------------ | ----- | ---- |
| Réal Thibault (Sortant)        | 1 186 | 75,0 |
| René Boismenu                  | 395   | 25,0 |
| Taux de participation : 53,3 % |       |      |

### Saint-Arsène
| Candidats pour la mairie       | Vote | %    |
| ------------------------------ | ---- | ---- |
| André Roy                      | 440  | 60,3 |
| Josée Lavoie                   | 290  | 39,7 |
| Taux de participation : 80,8 % |      |      |

### Saint-Athanase
Aucun candidat à la mairie

### Saint-Bruno-de-Kamouraska
| Candidats pour la mairie       | Vote | %    |
| ------------------------------ | ---- | ---- |
| Roger Lavoie                   | 285  | 82,4 |
| Marcel Lebrun                  | 61   | 17,6 |
| Taux de participation : 58,9 % |      |      |

### Saint-Charles-Garnier
| Candidats pour la mairie       | Vote | %    |
| ------------------------------ | ---- | ---- |
| Daniel Nadeau (Sortant)        | 112  | 67,1 |
| Jocelyn McCann                 | 55   | 32,9 |
| Taux de participation : 72,6 % |      |      |

### Saint-Clément
Aucun candidat à la mairie

### Saint-Cléophas
| Candidats pour la mairie | Vote            | %               |
| ------------------------ | --------------- | --------------- |
| Jean-Paul Bélanger       | Sans opposition | Sans opposition |

### Saint-Cyprien
| Candidats pour la mairie | Vote            | %               |
| ------------------------ | --------------- | --------------- |
| Michel Lagacé (Sortant)  | Sans opposition | Sans opposition |

### Saint-Damase
| Candidats pour la mairie | Vote            | %               |
| ------------------------ | --------------- | --------------- |
| Jean-Marc Dumont         | Sans opposition | Sans opposition |

### Saint-Denis-De La Bouteillerie
| Candidats pour la mairie | Vote            | %               |
| ------------------------ | --------------- | --------------- |
| Jean Dallaire (Sortant)  | Sans opposition | Sans opposition |

### Saint-Donat
| Candidats pour la mairie | Vote            | %               |
| ------------------------ | --------------- | --------------- |
| Michel Côté (Sortant)    | Sans opposition | Sans opposition |

### Saint-Éloi
| Candidats pour la mairie | Vote            | %               |
| ------------------------ | --------------- | --------------- |
| Mario St-Louis           | Sans opposition | Sans opposition |

### Saint-Elzéar-de-Témiscouata
| Candidats pour la mairie   | Vote            | %               |
| -------------------------- | --------------- | --------------- |
| Réjean Deschênes (Sortant) | Sans opposition | Sans opposition |

### Saint-Épiphane
| Candidats pour la mairie    | Vote            | %               |
| --------------------------- | --------------- | --------------- |
| Francis St-Pierre (Sortant) | Sans opposition | Sans opposition |

### Saint-Eugène-de-Ladrière
| Candidats pour la mairie | Vote            | %               |
| ------------------------ | --------------- | --------------- |
| Gilbert Pigeon (Sortant) | Sans opposition | Sans opposition |

### Saint-Eusèbe
| Candidats pour la mairie   | Vote            | %               |
| -------------------------- | --------------- | --------------- |
| Gaston Chouinard (Sortant) | Sans opposition | Sans opposition |

### Saint-Fabien
| Candidats pour la mairie | Vote            | %               |
| ------------------------ | --------------- | --------------- |
| Marnie Perreault         | Sans opposition | Sans opposition |

### Saint-François-Xavier-de-Viger
| Candidats pour la mairie       | Vote | %    |
| ------------------------------ | ---- | ---- |
| Yvon Caron                     | 154  | 93,9 |
| Suzanne Michaud                | 10   | 6,1  |
| Taux de participation : 55,0 % |      |      |

### Saint-Gabriel-de-Rimouski
| Candidats pour la mairie       | Vote | %    |
| ------------------------------ | ---- | ---- |
| Georges Deschenes              | 335  | 51,5 |
| Jean-Clément Ouellet (Sortant) | 316  | 48,5 |
| Taux de participation : 68,1 % |      |      |

### Saint-Gabriel-Lalemant
| Candidats pour la mairie       | Vote | %    |
| ------------------------------ | ---- | ---- |
| Raymond Chouinard (Sortant)    | 252  | 59,7 |
| Guy Caouette                   | 170  | 40,3 |
| Taux de participation : 63,0 % |      |      |

### Saint-Germain
| Candidats pour la mairie | Vote            | %               |
| ------------------------ | --------------- | --------------- |
| Daniel Laplante          | Sans opposition | Sans opposition |

### Saint-Honoré-de-Témiscouata
| Candidats pour la mairie | Vote            | %               |
| ------------------------ | --------------- | --------------- |
| Marin Lebel (Sortant)    | Sans opposition | Sans opposition |

### Saint-Hubert-de-Rivière-du-Loup
| Candidats pour la mairie    | Vote            | %               |
| --------------------------- | --------------- | --------------- |
| Napoléon Lévesque (Sortant) | Sans opposition | Sans opposition |

### Saint-Jean-de-Cherbourg
| Candidats pour la mairie   | Vote            | %               |
| -------------------------- | --------------- | --------------- |
| Jocelyn Bergeron (Sortant) | Sans opposition | Sans opposition |

### Saint-Jean-de-Dieu
| Candidats pour la mairie  | Vote            | %               |
| ------------------------- | --------------- | --------------- |
| Jean-Marie Côté (Sortant) | Sans opposition | Sans opposition |

### Saint-Jean-de-la-Lande
| Candidats pour la mairie | Vote            | %               |
| ------------------------ | --------------- | --------------- |
| Serge Boulet             | Sans opposition | Sans opposition |

### Saint-Joseph-de-Kamouraska
| Candidats pour la mairie | Vote            | %               |
| ------------------------ | --------------- | --------------- |
| Sylvain Roy (Sortant)    | Sans opposition | Sans opposition |

### Saint-Joseph-de-Lepage
| Candidats pour la mairie      | Vote            | %               |
| ----------------------------- | --------------- | --------------- |
| Réginald Morissette (Sortant) | Sans opposition | Sans opposition |

### Saint-Juste-du-Lac
| Candidats pour la mairie         | Vote            | %               |
| -------------------------------- | --------------- | --------------- |
| Jean-Jacques Bonenfant (Sortant) | Sans opposition | Sans opposition |

### Saint-Léandre
| Candidats pour la mairie       | Vote | %    |
| ------------------------------ | ---- | ---- |
| Jean-Marie Bérubé              | 168  | 57,1 |
| Roger Bernier (Sortant)        | 126  | 42,9 |
| Taux de participation : 76,8 % |      |      |

### Saint-Léon-le-Grand
| Candidats pour la mairie | Vote            | %               |
| ------------------------ | --------------- | --------------- |
| Steve Lamontagne         | Sans opposition | Sans opposition |

Nomination au poste de maire suppléant de Daniel Dumais .
- Nécessaire en raison de la démission du maire Steve Lamontagne en mars 2013.

### Saint-Louis-du-Ha! Ha!
| Candidats pour la mairie | Vote            | %               |
| ------------------------ | --------------- | --------------- |
| Louiselle Ouellet        | Sans opposition | Sans opposition |

### Saint-Marc-du-Lac-Long
| Candidats pour la mairie | Vote            | %               |
| ------------------------ | --------------- | --------------- |
| Adrien Kennedy (Sortant) | Sans opposition | Sans opposition |

### Saint-Marcellin
| Candidats pour la mairie | Vote            | %               |
| ------------------------ | --------------- | --------------- |
| Sarto Roy (Sortant)      | Sans opposition | Sans opposition |

### Saint-Mathieu-de-Rioux
Aucun candidat à la mairie
- Nomination de Yvon Ouellet au poste de maire[11].
  - En raison de la démission du maire (identité inconnu).

### Saint-Médard
| Candidats pour la mairie | Vote            | %               |
| ------------------------ | --------------- | --------------- |
| Marise Labrie            | Sans opposition | Sans opposition |

### Saint-Michel-du-Squatec
| Candidats pour la mairie  | Vote            | %               |
| ------------------------- | --------------- | --------------- |
| André Chouinard (Sortant) | Sans opposition | Sans opposition |

### Saint-Modeste
| Candidats pour la mairie       | Vote            | %               |
| ------------------------------ | --------------- | --------------- |
| Louis Marie Bastille (Sortant) | Sans opposition | Sans opposition |

### Saint-Moïse
| Candidats pour la mairie | Vote            | %               |
| ------------------------ | --------------- | --------------- |
| Paul Lepage (Sortant)    | Sans opposition | Sans opposition |

### Saint-Narcisse-de-Rimouski
| Candidats pour la mairie | Vote            | %               |
| ------------------------ | --------------- | --------------- |
| Laurent Proulx           | Sans opposition | Sans opposition |

### Saint-Noël
| Candidats pour la mairie   | Vote            | %               |
| -------------------------- | --------------- | --------------- |
| Gilbert Sénéchal (Sortant) | Sans opposition | Sans opposition |

### Saint-Octave-de-Métis
| Candidats pour la mairie       | Vote | %    |
| ------------------------------ | ---- | ---- |
| Mylène-Julie Lavoie            | 227  | 80,2 |
| Camille Dufour (Sortant)       | 56   | 19,8 |
| Taux de participation : 69,1 % |      |      |

Guillaume Bérubé devient maire de la municipalité[Quand ?].

### Saint-Onésime-d'Ixworth
Aucun candidat à la mairie

### Saint-Pacôme
| Candidats pour la mairie       | Vote | %    |
| ------------------------------ | ---- | ---- |
| Gervais Lévesque (Sortant)     | 435  | 61,0 |
| Richard Bard                   | 278  | 39,0 |
| Taux de participation : 53,3 % |      |      |

### Saint-Pascal
| Candidats pour la mairie | Vote            | %               |
| ------------------------ | --------------- | --------------- |
| Renald Bernier           | Sans opposition | Sans opposition |

### Saint-Paul-de-la-Croix
| Candidats pour la mairie  | Vote            | %               |
| ------------------------- | --------------- | --------------- |
| Philippe Dionne (Sortant) | Sans opposition | Sans opposition |

### Saint-Philippe-de-Néri
| Candidats pour la mairie  | Vote            | %               |
| ------------------------- | --------------- | --------------- |
| Gilles Lévesque (Sortant) | Sans opposition | Sans opposition |

### Saint-Pierre-de-Lamy
| Candidats pour la mairie | Vote            | %               |
| ------------------------ | --------------- | --------------- |
| Gaston Caron (Sortant)   | Sans opposition | Sans opposition |

### Saint-René-de-Matane
| Candidats pour la mairie       | Vote | %    |
| ------------------------------ | ---- | ---- |
| Sylvain Audit                  | 364  | 73,2 |
| Jean-Charles Gagnon (Sortant)  | 133  | 26,8 |
| Taux de participation : 54,0 % |      |      |

Élection partielle de Roger Vaillancourt au poste de maire en 2011.
- Nécessaire en raison de la démission du maire Sylvain Audit en 2011.

### Saint-Simon
| Candidats pour la mairie | Vote            | %               |
| ------------------------ | --------------- | --------------- |
| Jérôme Rouleau (Sortant) | Sans opposition | Sans opposition |

### Saint-Tharcisius
| Candidats pour la mairie       | Vote | %    |
| ------------------------------ | ---- | ---- |
| Sophie Champagne               | 154  | 57,2 |
| Denis Lavoie                   | 115  | 42,8 |
| Taux de participation : 70,5 % |      |      |

### Saint-Ulric
| Candidats pour la mairie       | Vote | %    |
| ------------------------------ | ---- | ---- |
| Pierre Thibodeau               | 677  | 81,3 |
| Marius Lavoie                  | 137  | 16,4 |
| Pascal Gauthier                | 19   | 2,3  |
| Taux de participation : 60,3 % |      |      |

### Saint-Valérien
| Candidats pour la mairie | Vote            | %               |
| ------------------------ | --------------- | --------------- |
| Michel Morissette        | Sans opposition | Sans opposition |

### Saint-Vianney
| Candidats pour la mairie  | Vote            | %               |
| ------------------------- | --------------- | --------------- |
| Georges Guénard (Sortant) | Sans opposition | Sans opposition |

### Saint-Zénon-du-Lac-Humqui
| Candidats pour la mairie  | Vote            | %               |
| ------------------------- | --------------- | --------------- |
| Réginald Duguay (Sortant) | Sans opposition | Sans opposition |

### Sainte-Angèle-de-Mérici
| Candidats pour la mairie | Vote            | %               |
| ------------------------ | --------------- | --------------- |
| Alain Carrier (Sortant)  | Sans opposition | Sans opposition |

### Sainte-Anne-de-la-Pocatière
| Candidats pour la mairie | Vote            | %               |
| ------------------------ | --------------- | --------------- |
| François Lagacé          | Sans opposition | Sans opposition |

### Sainte-Félicité
| Candidats pour la mairie | Vote            | %               |
| ------------------------ | --------------- | --------------- |
| Claudine Desjardins      | Sans opposition | Sans opposition |

### Sainte-Flavie
| Candidats pour la mairie       | Vote | %    |
| ------------------------------ | ---- | ---- |
| Damien Ruest                   | 319  | 69,8 |
| Gaétan Lizotte                 | 138  | 30,2 |
| Taux de participation : 60,6 % |      |      |

### Sainte-Florence
| Candidats pour la mairie   | Vote            | %               |
| -------------------------- | --------------- | --------------- |
| Réjeanne Doiron (Sortante) | Sans opposition | Sans opposition |

### Sainte-Françoise
| Candidats pour la mairie | Vote            | %               |
| ------------------------ | --------------- | --------------- |
| Simon Lavoie             | Sans opposition | Sans opposition |

### Sainte-Irène
| Candidats pour la mairie | Vote            | %               |
| ------------------------ | --------------- | --------------- |
| Alain Duchemin (Sortant) | Sans opposition | Sans opposition |

### Sainte-Jeanne-d'Arc
| Candidats pour la mairie   | Vote            | %               |
| -------------------------- | --------------- | --------------- |
| Maurice Chrétien (Sortant) | Sans opposition | Sans opposition |

### Sainte-Luce
| Candidats pour la mairie       | Vote | %    |
| ------------------------------ | ---- | ---- |
| Gaston Gaudreault              | 625  | 49,7 |
| Yves G. Ouellette              | 426  | 33,9 |
| France St-Laurent (Sortante)   | 206  | 16,4 |
| Taux de participation : 53,6 % |      |      |

### Sainte-Marguerite
| Candidats pour la mairie  | Vote            | %               |
| ------------------------- | --------------- | --------------- |
| Marlène Landry (Sortante) | Sans opposition | Sans opposition |

### Sainte-Paule
| Candidats pour la mairie       | Vote | %    |
| ------------------------------ | ---- | ---- |
| Yvan Côté (Sortant)            | 95   | 52,2 |
| Réjean Dubé                    | 87   | 47,8 |
| Taux de participation : 75,1 % |      |      |

### Sayabec
| Candidats pour la mairie    | Vote            | %               |
| --------------------------- | --------------- | --------------- |
| Danielle Marcoux (Sortante) | Sans opposition | Sans opposition |

### Témiscouata-sur-le-Lac
Nouvelle ville constituée en 2010

### Trois-Pistoles
| Partis                         | Partis                   | Candidats pour la mairie    | Vote | %    |
| ------------------------------ | ------------------------ | --------------------------- | ---- | ---- |
|                                | Équipe Jean-Pierre Rioux | Jean-Pierre Rioux (Sortant) | 941  | 54,8 |
|                                | Indépendant              | Benoit Rheault              | 775  | 45,2 |
| Taux de participation : 63,4 % |                          |                             |      |      |

### Val-Brillant
| Candidats pour la mairie       | Vote | %    |
| ------------------------------ | ---- | ---- |
| Donald Malenfant               | 256  | 52,7 |
| Mario Beaulieu                 | 230  | 47,3 |
| Taux de participation : 58,4 % |      |      |